# Ixil (Yucatán)
Ixil, es una localidad del estado de Yucatán, México, cabecera del municipio homónimo ubicada aproximadamente 45 kilómetros al noreste de la ciudad de Mérida, capital del estado y 25 km al sureste del puerto de Progreso. Actualmente se encuentra en un problema bélico por las tierras entre los nativos y las personas más poderosas del estado de Yucatán

## Toponimia
El toponímico Ixil significa en idioma maya el lugar donde se crespa o eriza.

## Datos históricos
Ixil está enclavado en el territorio que fue la jurisdicción de los Ceh Pech antes de la conquista de Yucatán.
Sobre la fundación de la localidad no se conocen datos precisos antes de la conquista de Yucatán por los españoles. Se sabe, sin embargo, que durante la colonia estuvo bajo el régimen de las encomiendas. 
En 1825, después de la independencia de Yucatán, Ixil formó parte del Partido de la Costa con cabecera en Izamal. Más tarde se integró al Partido de Tixkokob. 
En 1919 fue encontrado en esta localidad un documento antiguo escrito en idioma maya que forma parte de la serie conocida con el nombre de Chilam Balam (de Ixil).

## Sitios de interés turístico
Ixil cuenta con una zona costera en el litoral del Golfo de México que es muy apreciada por los turistas locales en virtud de sus extensas y arenosas playas. 

## Deportes
El Municipio de Ixil en el 2024 tiene su equipo representativo de futbol en la máxima categoría de futbol amateur en Yucatán, el Club Union Ixil donde participa el jugador ex profesional Carlos Rosel.

## Galería

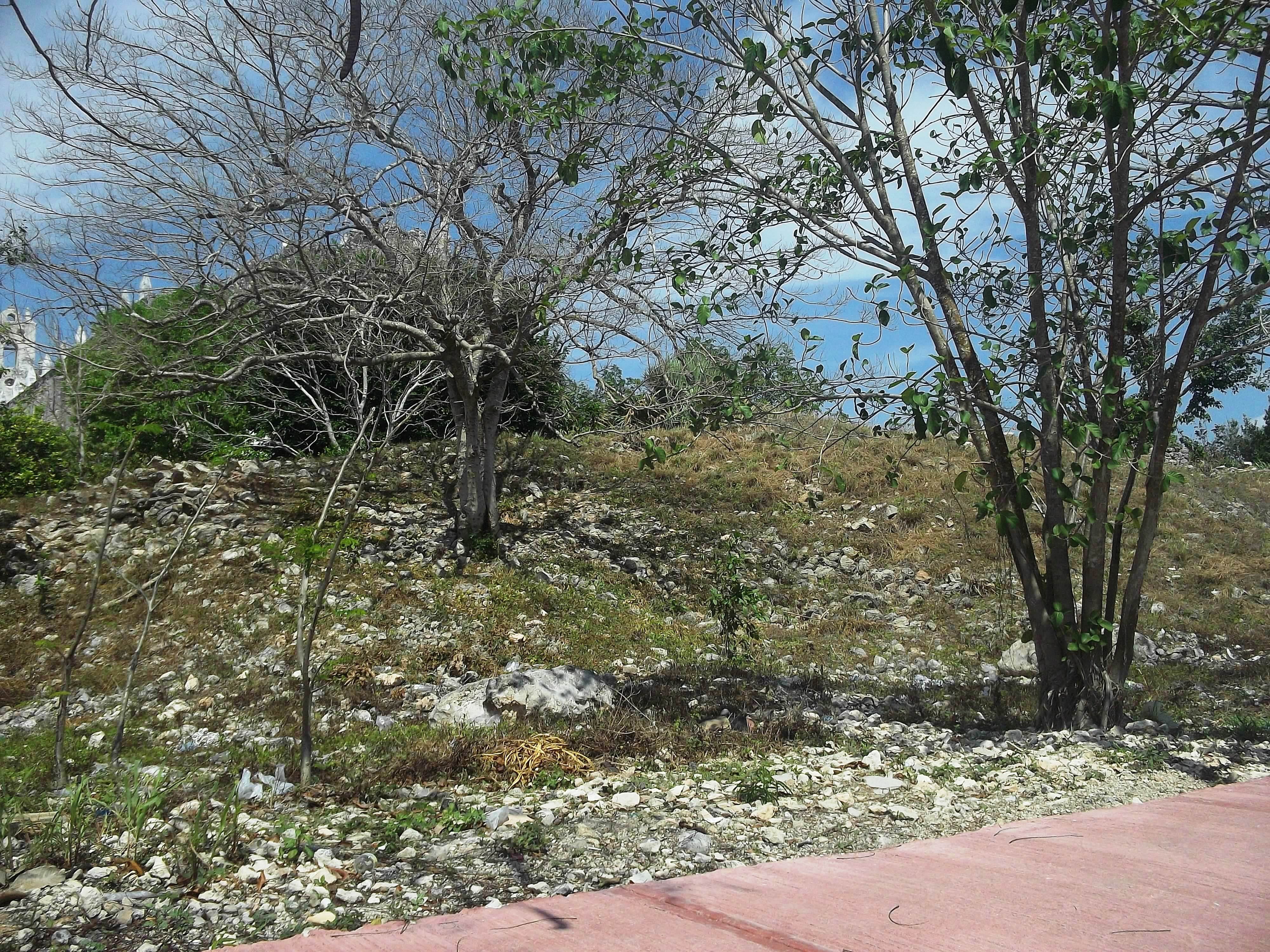
Vestigios arqueológicos.
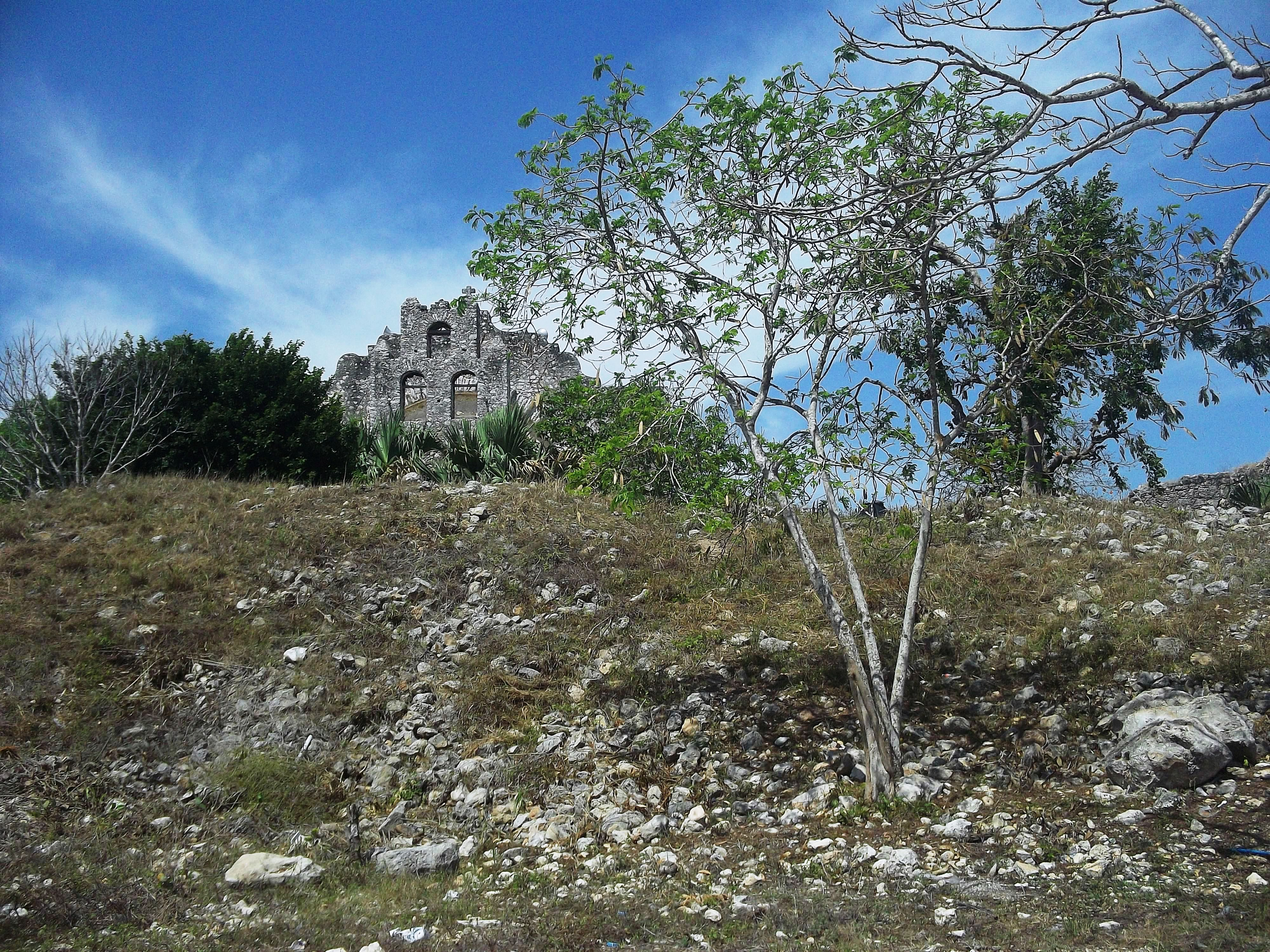
Vestigios arqueológicos.
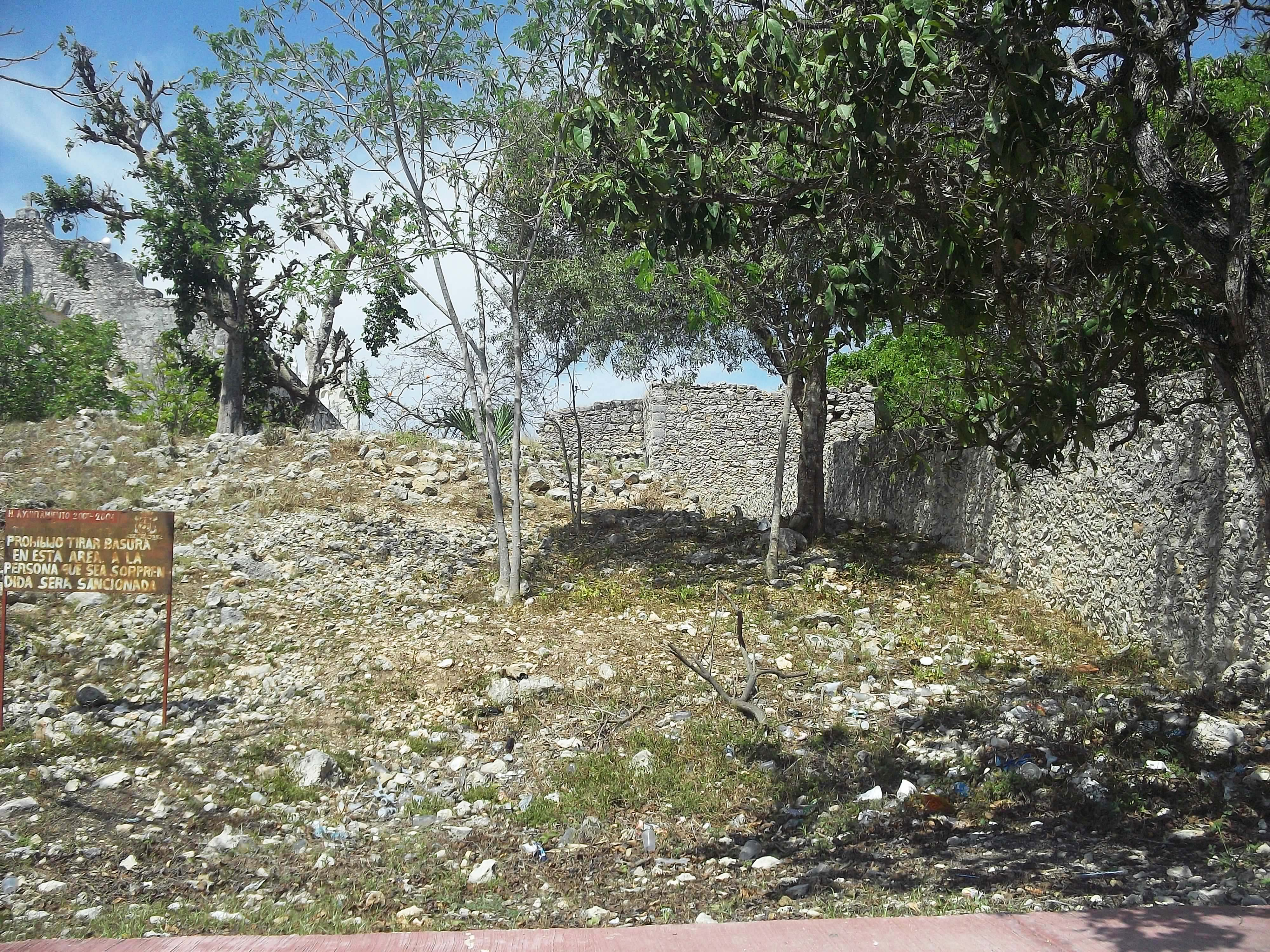
Vestigios arqueológicos.
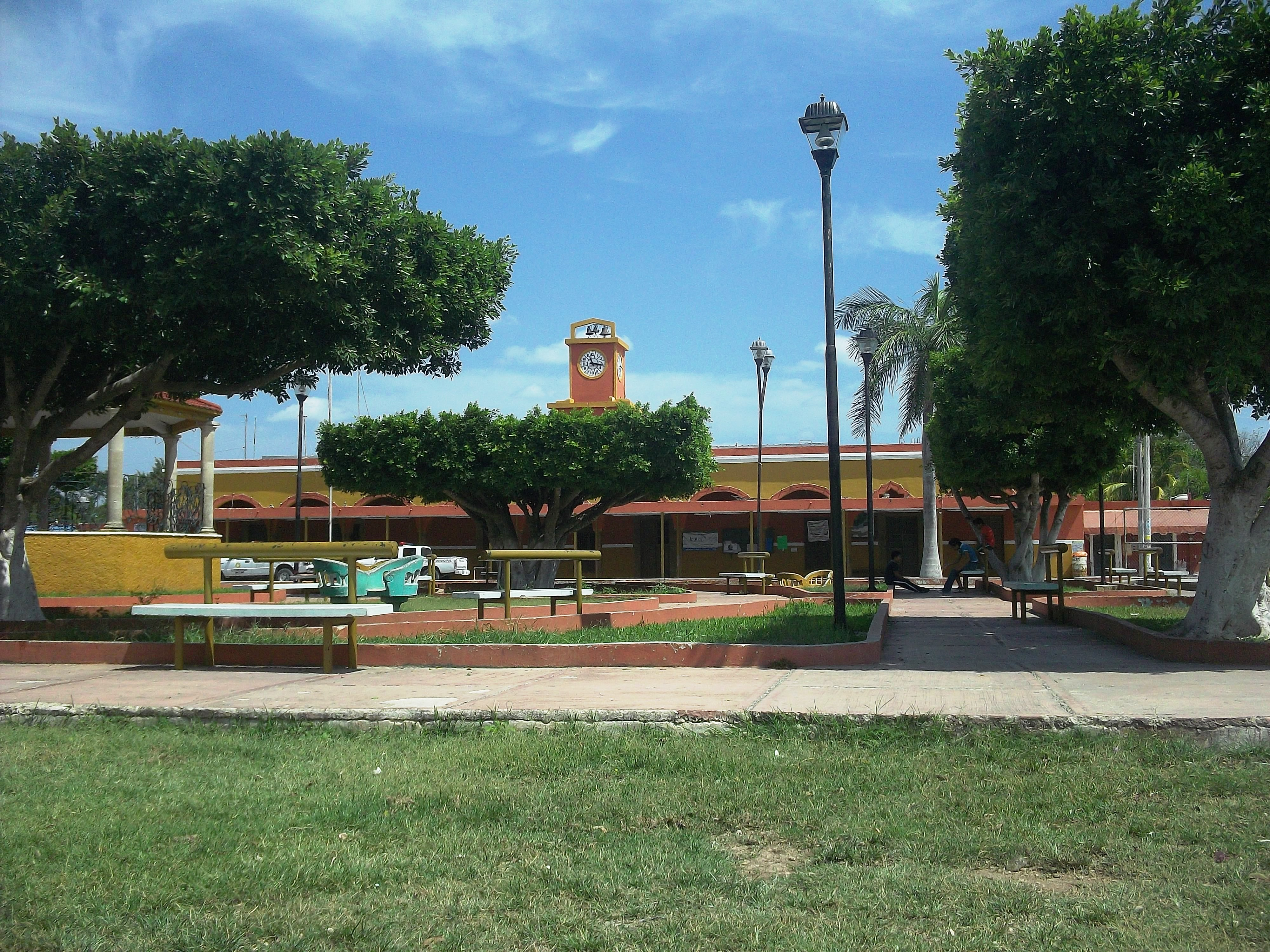
Palacio municipal.
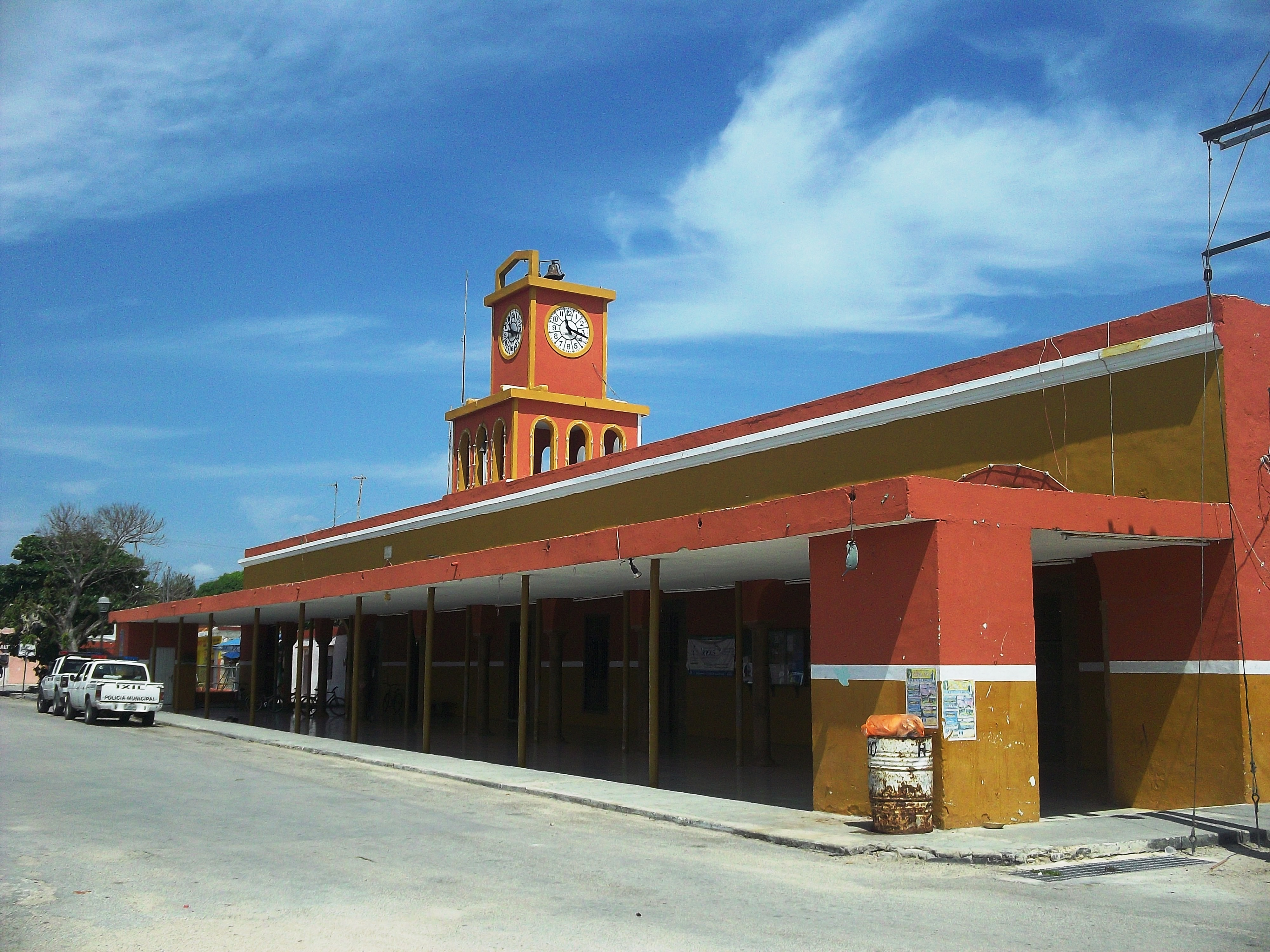
Palacio municipal.
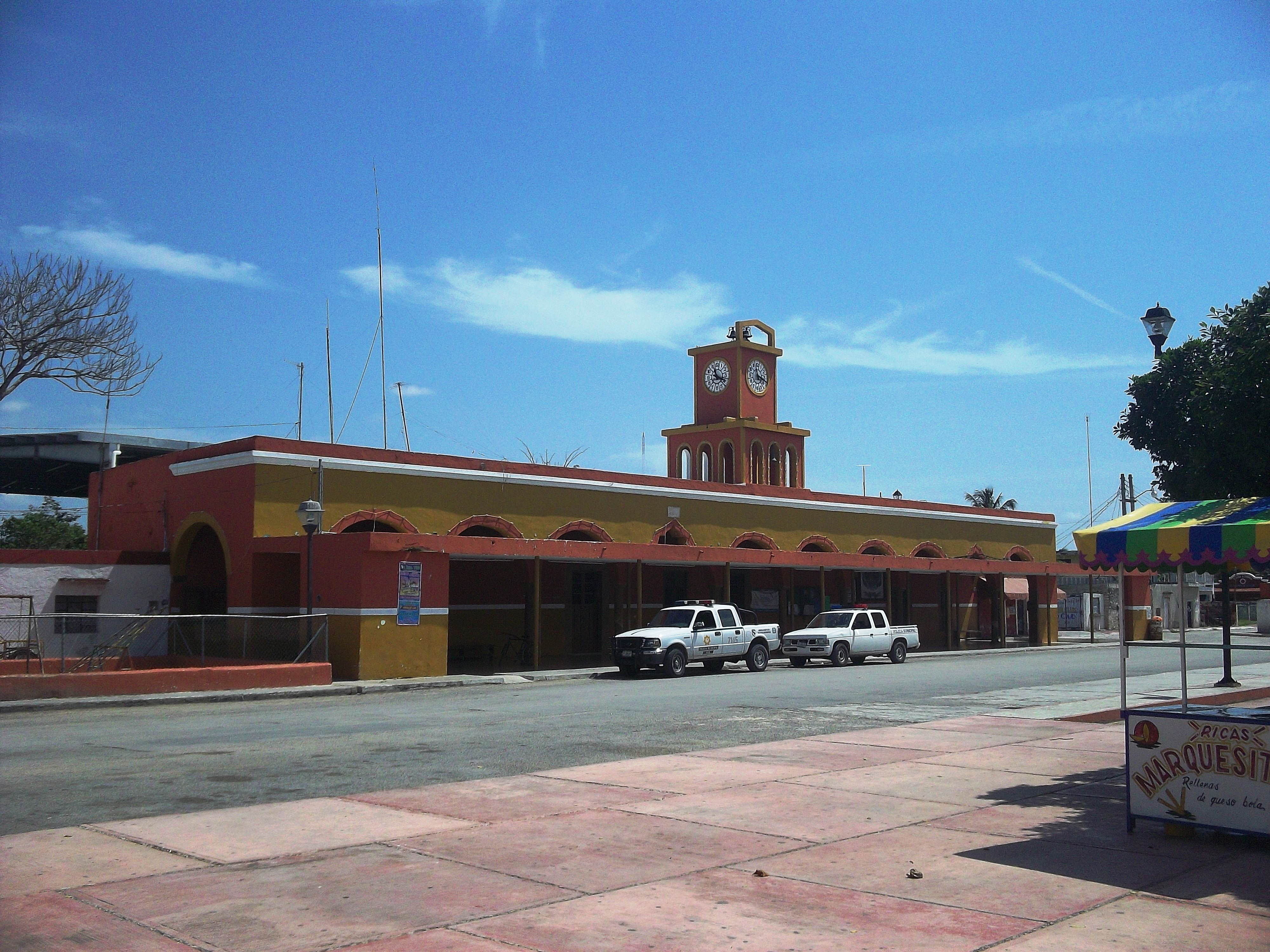
Palacio municipal.
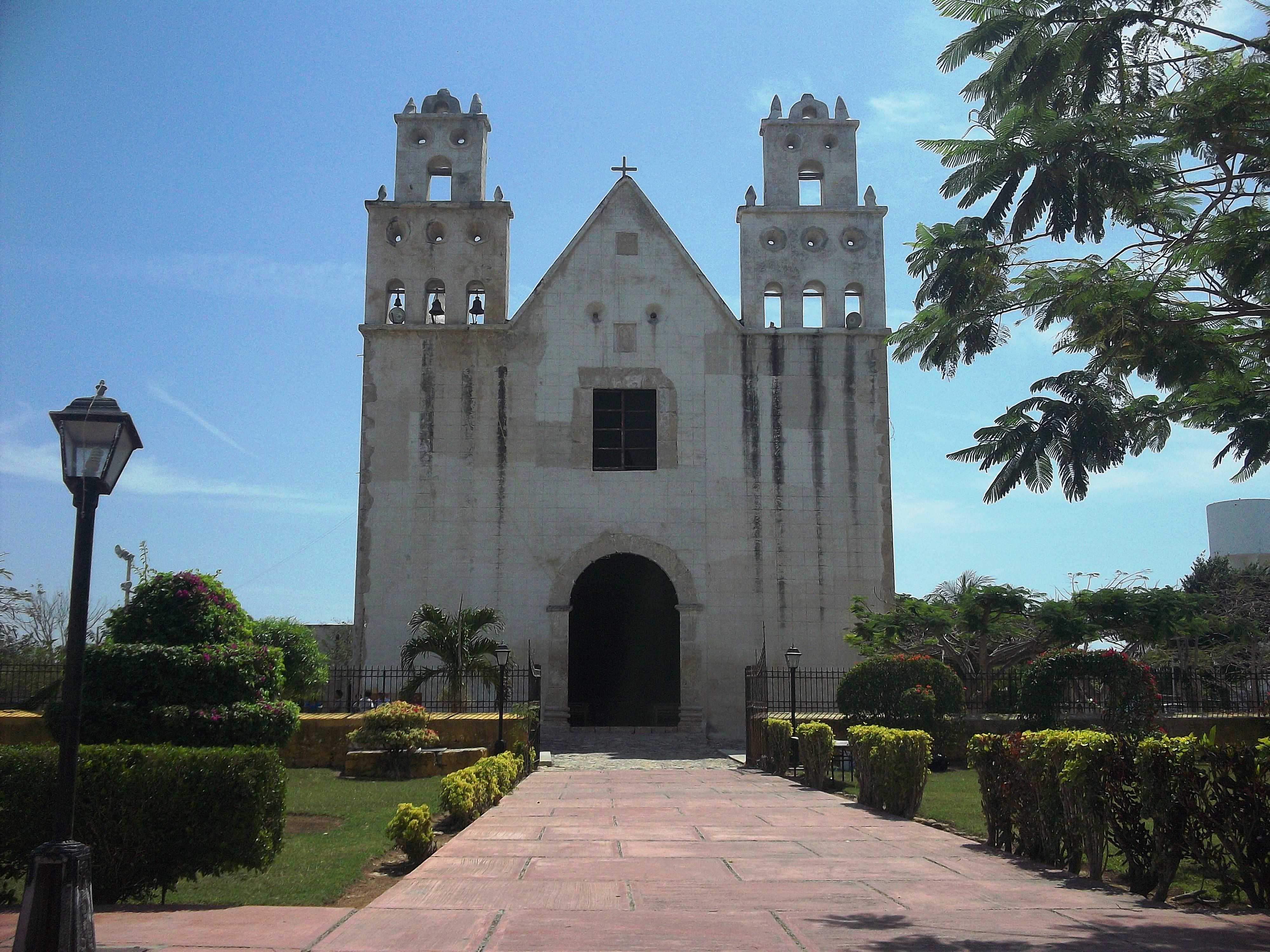
Iglesia.